# 鳳凰雪上公園

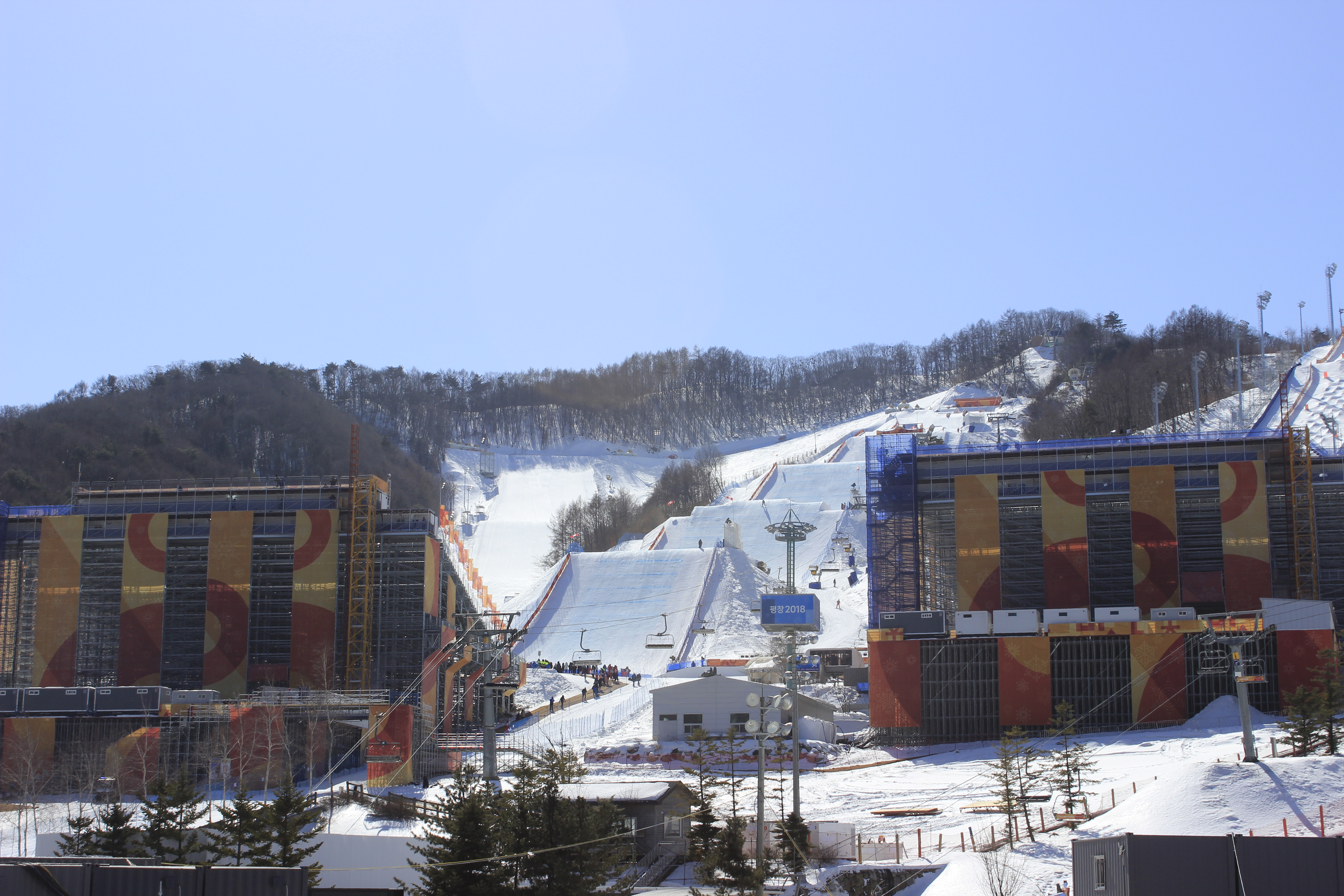

鳳凰雪上公園（韓語：보광 휘닉스 파크）是位於韓國平昌郡蓬坪面的滑雪勝地。2018年冬季奧林匹克運動會自由式滑雪和單板滑雪比賽於此舉行。它可容納18,000人（10,200個座位/7,800個站位）。
它是電視劇藍色生死戀的拍攝地點之一。

## 外部連結
- 鳳凰雪上公園 （页面存档备份，存于）

37°34′48″N 128°19′13″E / 37.5798944°N 128.320203°E